# Geomitra
Geomitra es un género monotípico de plantas con flores perteneciente a la familia Burmanniaceae. Su única especie: Geomitra clavigera Becc., Malesia 1: 251 (1878), es originaria del oeste de  Malasia.

## Taxonomía
Geomitra clavigera fue descrita por Odoardo Beccari y publicado en Malesia Raccolta ... 1: 251. 1878.
Etimología
Geomitra: nombre genérico que deriva del griego:   γη ( geo = tierra) y μήτρα ( mitre = el vientre). 
clavigera: epíteto latíno que significa "que lleva bastón nudoso".
Sinonimia
- Thismia clavigera (Becc.) F.Muell., Pap. & Proc. Roy. Soc. Tasmania 1890: 235 (1891).
- Sarcosiphon clavigerus (Becc.) Schltr., Notizbl. Bot. Gart. Berlin-Dahlem 8: 39 (1921).[1]